# Bornbach (Remscheid)
Bornbach ist eine Hofschaft in Remscheid in Nordrhein-Westfalen (Deutschland).

## Lage und Verkehrsanbindung
Bornbach liegt im südöstlichen Remscheid im statistischen Stadtteil Bergisch Born Ost des Stadtbezirks Lennep im Tal des gleichnamigen Bornbachs an der Grenze zu Hückeswagen. Nachbarorte sind auf Remscheider Gebiet Bergisch Born, Bornefeld, Sonnenschein, Siepen und Dörpe, Stoote, Maisdörpe und Niederdorp, Winterhagen, Niederwinterhagen und Dörpersteeg auf Hückeswagener Stadtgebiet. Die Hofschaft ist über einen Stichweg von der Landesstraße 80 zwischen Hückeswagen-Dreibäumen und Remscheid-Bergisch Born zu erreichen, der beim Gewerbegebiet Bergisch-Born abzweigt.
Die Trasse der stillgelegten Bahnstrecke zwischen Bergisch Born und Marienheide (Kursbuchstrecke KBS 412) führt an der Hofschaft vorbei.

## Geschichte
Eine größere Anzahl Hückeswagener Familien nennt eine Urkunde des Jahres 1481 aus dem Archiv der evangelischen Gemeinde. Es handelt sich bei ihr um eine Liste freiwilliger Spender für den Marienaltar der Kirche. Der Bittsteller ist der Ortspfarrer Theodoricus. Es ist Dietrich Schelpage, gebürtig aus Schwerte. Diese Spendenliste des Jahres 1481 veröffentlichte Wilhelm Blankertz in dem Beitrag Hückeswagener Familien in fünf Jahrhunderten als erste „Bürgerliste“. Hier erscheinen drei Einwohner des Ortes, der Ende des 15. Jahrhunderts „Bornbick“ hieß. (Vgl. ähnliche frühe Schreibweisen der Hofschaft Feldbach bzw. der entsprechenden Familiennamen: Feldbeck, Felbeck oder Felbick):
Peter in der bornbick, Gottschalk in der bornbick und Hilwich in der bornbicke.
Der Ort mit ähnlicher Schreibweise wurde weiterhin 1587 als Bornbik urkundlich erwähnt. Die Karte Topographia Ducatus Montani aus dem Jahre 1715 zeigt einen Freihof und bezeichnet diesen mit Borbec.
Der Hof gehörte 1589 und 1594 einen Daem (Adam oder Damian) in der Bornbick. Mitte des 17. Jahrhunderts waren dort die Familien Kovelen und Hager ansässig, denn um 1650 wird in der Bornbach Tilmann Kovelen und um 1670 Heinrich Hager geboren. 1708 erwarb ein Hermann Kürten, der auch Besitzer der Höfe
Ober- und Niederlangenberg, Elberhausen, Kleppersfeld und Pixwaag war, als Spekulationsobjekte, um sie einzeln
weiter zu veräußern.
Im 18. Jahrhundert gehörte der Ort zum bergischen Amt Bornefeld-Hückeswagen. Die aus dem Feldbachtal stammende Familie Felbeck wird um 1729 dort ansässig und übernimmt einen der alten Stammhöfe. 1815/16 lebten 36 Einwohner im Ort. 1832 gehörte Bornbach der Lüdorfer Honschaft an, die ein Teil der Hückeswagener Außenbürgerschaft innerhalb der Bürgermeisterei Hückeswagen war. Der laut der Statistik und Topographie des Regierungsbezirks Düsseldorf als Weiler kategorisierte Ort besaß zu dieser Zeit sechs Wohnhäuser und sieben landwirtschaftliche Gebäude. Zu dieser Zeit lebten 31 Einwohner im Ort, allesamt evangelischen Glaubens.
Im Gemeindelexikon für die Provinz Rheinland werden für 1885 sieben Wohnhäuser mit 45 Einwohnern angegeben. Der Ort gehörte zu dieser Zeit zur Landgemeinde Neuhückeswagen innerhalb des Kreises Lennep. 1895 besitzt der Ort sechs Wohnhäuser mit 46 Einwohnern, 1905 fünf Wohnhäuser und 37 Einwohner.
Im Zuge der nordrhein-westfälischen Kommunalgebietsreform (§21 Düsseldorf-Gesetz) wurde am 1. Januar 1975 der östliche Bereich um Bergisch Born mit dem Hof Bornbach aus der Stadt Hückeswagen herausgelöst und in die Stadt Remscheid eingegliedert.